# Carlo di La Roche-sur-Yon
Carlo di Borbone-Montpensier, principe di La Roche-sur-Yon (1515 – Beaupréau, 10 ottobre 1565) era figlio di Luigi di Borbone-Vendôme, principe di La Roche-sur-Yon, e di Luisa di Borbone, duchessa di Montpensier.

## Biografia
Combatté insieme al suo fratello maggiore, Luigi III di Montpensier, nelle guerre contro Carlo V d'Asburgo in Provenza (1536), in Artois (1537), nel Rossiglione (1542) e nello Champagne (1544). Fu fatto prigioniero vicino a Châlons-sur-Marne; liberato, si unì alla spedizione che andava in aiuto di Metz, assediata da Carlo V, nel 1552; poi raggiunse re Enrico II di Francia che assediava Renti.
Durante le Guerre di religione, in cui parteggiava per i cattolici, partecipò agli assedi di Bourges e Rouen nel 1562. Pur essendo cattolico, fu moderato nei confronti dei protestanti.
Nel 1544 Carlo aveva sposato Filippa di Montespedon, dama di Beaupreau († - 1578).

## Discendenza
Carlo e Filippa ebbero due figli:
- Henri († 1560), marchese di Beaupreau;
- Jeanne (1547 † 1548).

## Ascendenza
|                                  |                        |                                 | Genitori                         |  |  | Nonni |  |  | Bisnonni                   |  |  | Trisnonni                       |  |
|                                  |                        |                                 |                                  |  |  |       |  |  | Luigi I di Borbone-Vendôme |  |  | Giovanni I di Borbone-La Marche |  |
|                                  |                        |                                 |                                  |  |  |       |  |  | Luigi I di Borbone-Vendôme |  |  | Giovanni I di Borbone-La Marche |  |
|                                  |                        | Caterina di Vendôme             |                                  |  |  |       |  |  | Luigi I di Borbone-Vendôme |  |  |                                 |  |
| Giovanni VIII di Borbone-Vendôme |                        |                                 |                                  |  |  |       |  |  | Luigi I di Borbone-Vendôme |  |  |                                 |  |
|                                  |                        | Giovanna di Monfort-Laval       | Guido XIII di Montfort-Laval     |  |  |       |  |  |                            |  |  |                                 |  |
|                                  |                        | Giovanna di Monfort-Laval       | Guido XIII di Montfort-Laval     |  |  |       |  |  |                            |  |  |                                 |  |
|                                  |                        | Giovanna di Monfort-Laval       | Anna di Laval                    |  |  |       |  |  |                            |  |  |                                 |  |
| Luigi di Borbone-Vendôme         |                        | Giovanna di Monfort-Laval       |                                  |  |  |       |  |  |                            |  |  |                                 |  |
|                                  |                        | Luigi di Beauvau                | Pietro di Beauveau               |  |  |       |  |  |                            |  |  |                                 |  |
|                                  |                        | Luigi di Beauvau                | Pietro di Beauveau               |  |  |       |  |  |                            |  |  |                                 |  |
|                                  |                        | Luigi di Beauvau                | Giovanna di Craon                |  |  |       |  |  |                            |  |  |                                 |  |
| Isabella di Beauvau              |                        | Luigi di Beauvau                |                                  |  |  |       |  |  |                            |  |  |                                 |  |
|                                  |                        | Margherita di Chambley          | Ferry di Chambley                |  |  |       |  |  |                            |  |  |                                 |  |
|                                  |                        | Margherita di Chambley          | Ferry di Chambley                |  |  |       |  |  |                            |  |  |                                 |  |
|                                  |                        | Margherita di Chambley          | Giovanna di Launoy               |  |  |       |  |  |                            |  |  |                                 |  |
| Carlo di La Roche-sur-Yon        |                        | Margherita di Chambley          |                                  |  |  |       |  |  |                            |  |  |                                 |  |
|                                  | Luigi I di Montpensier | Giovanni I di Borbone           |                                  |  |  |       |  |  |                            |  |  |                                 |  |
|                                  | Luigi I di Montpensier | Giovanni I di Borbone           |                                  |  |  |       |  |  |                            |  |  |                                 |  |
|                                  | Luigi I di Montpensier | Maria di Berry                  |                                  |  |  |       |  |  |                            |  |  |                                 |  |
| Gilberto di Borbone-Montpensier  | Luigi I di Montpensier |                                 |                                  |  |  |       |  |  |                            |  |  |                                 |  |
|                                  |                        | Gabriella di La Tour d'Auvergne | Bertrando V di La Tour           |  |  |       |  |  |                            |  |  |                                 |  |
|                                  |                        | Gabriella di La Tour d'Auvergne | Bertrando V di La Tour           |  |  |       |  |  |                            |  |  |                                 |  |
|                                  |                        | Gabriella di La Tour d'Auvergne | Giacomina dello Peschin          |  |  |       |  |  |                            |  |  |                                 |  |
| Luisa di Borbone-Montpensier     |                        | Gabriella di La Tour d'Auvergne |                                  |  |  |       |  |  |                            |  |  |                                 |  |
|                                  |                        | Federico I Gonzaga              | Ludovico III Gonzaga             |  |  |       |  |  |                            |  |  |                                 |  |
|                                  |                        | Federico I Gonzaga              | Ludovico III Gonzaga             |  |  |       |  |  |                            |  |  |                                 |  |
|                                  |                        | Federico I Gonzaga              | Barbara di Brandeburgo           |  |  |       |  |  |                            |  |  |                                 |  |
| Chiara Gonzaga                   |                        | Federico I Gonzaga              |                                  |  |  |       |  |  |                            |  |  |                                 |  |
|                                  |                        | Margherita di Baviera           | Alberto III di Baviera           |  |  |       |  |  |                            |  |  |                                 |  |
|                                  |                        | Margherita di Baviera           | Alberto III di Baviera           |  |  |       |  |  |                            |  |  |                                 |  |
|                                  |                        | Margherita di Baviera           | Anna di Braunschweig-Grubenhagen |  |  |       |  |  |                            |  |  |                                 |  |
|                                  |                        | Margherita di Baviera           |                                  |  |  |       |  |  |                            |  |  |                                 |  |